# La Vogue
Ne doit pas être confondu avec Vogue (magazine).
La Vogue est une revue littéraire française de la fin du XIXe siècle, instigatrice du mouvement symboliste en 1886.

## Histoire de la revue
Le premier numéro paraît au début du mois d'avril 1886 sous la direction de Léo d'Orfer assisté de Gustave Kahn, deux amis de la même génération. En réalité il y eut trois premiers numéros : un numéro d'essai, sans doute datant du  1er avril, puis deux autres, respectivement datés 4 et 11 avril, avec quelques différences d'éditions dans les textes.
Revue de 36 pages éditée in-18, sa parution est hebdomadaire, à savoir le lundi, et elle a ses bureaux chez Barbou, libraire au 41 rue des Écoles à Paris. C'est ce premier numéro qui révèle au public le poète Arthur Rimbaud (avec « Les premières communions ») aux côtés de Paul Verlaine ; on y trouve aussi des textes de Stéphane Mallarmé et de Jules Laforgue. Elle est le refuge des « poètes maudits », pour reprendre le titre d'un essai de Verlaine publié par La Vogue, mais plus largement des contemporains comme René Ghil, Paul Bourget, Édouard Dujardin, Jean Lorrain, Joris-Karl Huysmans, Charles Morice...
Elle est bientôt dirigée par Gustave Kahn seul, qui s'associe avec Félix Fénéon, lequel préfère Rimbaud par-dessus tout, et les deux hommes donnent à la revue une tendance exclusivement symboliste défendue par Jean Moréas. Déménageant au 4 rue Laugier, La Vogue prend ensuite comme sous-titre les mots « artistique, scientifique et sociale ». Quelques mois plus tard, en octobre, Kahn lance également Le Symboliste, un journal hebdomadaire qu'il fonde avec Moréas et Paul Adam et qui aura 4 livraisons.
Si son univers tourne autour des éditions de Léon Vanier sur le quai Saint-Michel, qualifiées opportunément de « bibliopole des symbolistes », La Vogue lance aussi ses propres éditions, publiant notamment Les Illuminations de Rimbaud, préalablement publiées dans les numéros 5 à 9 entre mai et juin 1886, et Le Concile féérique de Laforgue. 
La parution de La Vogue cesse au bout de 31 numéros, le 3 janvier 1887.
Le titre est repris en juillet 1889, de nouveau par Gustave Kahn, qui a pour secrétaire de rédaction Adolphe Retté. Le siège est au 9 place des Vosges et il y eut très peu de numéros. 
Puis, dix ans plus tard, elle est reprise du 15 janvier 1899 au 15 décembre 1900 (24 numéros mensuels) par Tristan Klingsor et Henri Degron qui s'installent d'abord au 54 rue des Écoles, salle du Parthénon. Elle absorbe en avril 1900 Anthologie-revue de France et d'Italie, et en septembre suivant Iris, revue des arts et du livre.